# Mézières-en-Santerre
Mézières-en-Santerre (picardisch: Mézière-in-Santérre) ist eine nordfranzösische Gemeinde mit 527 Einwohnern (Stand 1. Januar 2022) im Département Somme in der Region Hauts-de-France. Die Gemeinde liegt im Arrondissement Montdidier, ist Teil der Communauté de communes Avre Luce Noye und gehört zum Kanton Moreuil.

## Geographie
Die Gemeinde in der Landschaft Santerre reicht im Norden über die  Départementsstraße D934 (frühere Route nationale 334) hinaus; sie wird von der Départementsstraße D28 durchschnitten, an der sie rund 5,5 km ostnordöstlich von Moreuil liegt. Zu Mézières gehört der Weiler Maison-Blanche an der D934.

## Geschichte
Die Gemeinde erhielt als Auszeichnung das Croix de guerre 1914–1918.

## Einwohner
| 1962 | 1968 | 1975 | 1982 | 1990 | 1999 | 2006 | 2010 |
| ---- | ---- | ---- | ---- | ---- | ---- | ---- | ---- |
| 392  | 391  | 344  | 404  | 453  | 493  | 526  | 554  |

## Verwaltung
Bürgermeister (maire) ist seit 2001 Jacquie Pommier.

## Sehenswürdigkeiten
- Soldatenfriedhof